# 下格斯多夫
下格斯多夫（德語：Niedergörsdorf）是德国勃兰登堡州的一个市镇，隶属于泰尔托-弗莱明县。总面积为205.73平方千米，截至2020年总人口为6209人。